# Medalla Conmemorativa del 60.º Aniversario de la Victoria en la Gran Guerra Patria de 1941-1945
La Medalla Conmemorativa del 60.º Aniversario de la Victoria en la Gran Guerra Patria de 1941-1945 (en ruso: Юбилейная медаль «60 лет Победы в Великой Отечественной войне 1941–1945 гг.») es una medalla conmemorativa de la Federación de Rusia, Ucrania, Uzbekistán, Bielorrusia y Azerbaiyán establecida por decreto del Presidente de la Federación de Rusia N.º 277 del 28 de febrero de 2004, para conmemorar el sexagésimo aniversario de la victoria soviética sobre la Alemania nazi en la Segunda Guerra Mundial.

## Estatuto
La medalla se otorga a :
- Militares y civiles que participaron en las filas de las Fuerzas Armadas de la URSS en hostilidades en los frentes de la Gran Guerra Patria, partisanos y miembros de organizaciones clandestinas que operaron en los territorios temporalmente ocupados de la URSS, así como otras personas galardonadas con las medallasː por la victoria sobre Alemania en la Gran Guerra Patriótica 1941-1945 y la medalla por la victoria sobre Japón, o bien un certificado de su participación en la Gran Guerra Patria;[2]

- Trabajadores u otro personal no combatiente, galardonados con la Medalla por el Trabajo Valiente en la Gran Guerra Patria 1941-1945.
- También se concedía al personal civil y militar que recibieron las siguientes medallasː[2]

1. Por la Defensa de Leningrado
2. Por la Defensa de Moscú
3. Por la Defensa de Odesa
4. Por la Defensa de Sebastopol
5. Por la Defensa de Stalingrado
6. Por la Defensa del Cáucaso
7. Por la Defensa de Kiev
8. Por la Defensa del Ártico soviético.

- Personas que hayan trabajado en el período comprendido entre el 22 de junio de 1941 y el 9 de mayo de 1945 durante al menos seis meses, excluyendo el período de trabajo en los territorios ocupados temporalmente por el enemigo;[2]

- Ex prisioneros menores de edad de campos de concentración, guetos y otros lugares de detención creados por los nazis y sus aliados durante la Segunda Guerra Mundial.
- Ciudadanos extranjeros de fuera de la Comunidad de Estados Independientes que lucharon en las fuerzas militares nacionales de la URSS, como parte de unidades guerrilleras, grupos clandestinos y otros grupos antifascistas que hayan hecho una contribución significativa a la victoria en la Guerra Patria y que recibieron galardones estatales de la URSS o de la Federación de Rusia.[2]

La medalla se lleva en el lado izquierdo del pecho y, en presencia de otras órdenes y medallas de la Federación de Rusia, se coloca inmediatamente después de la Medalla Conmemorativa del 50.º Aniversario de la Victoria en la Gran Guerra Patria de 1941-1945.

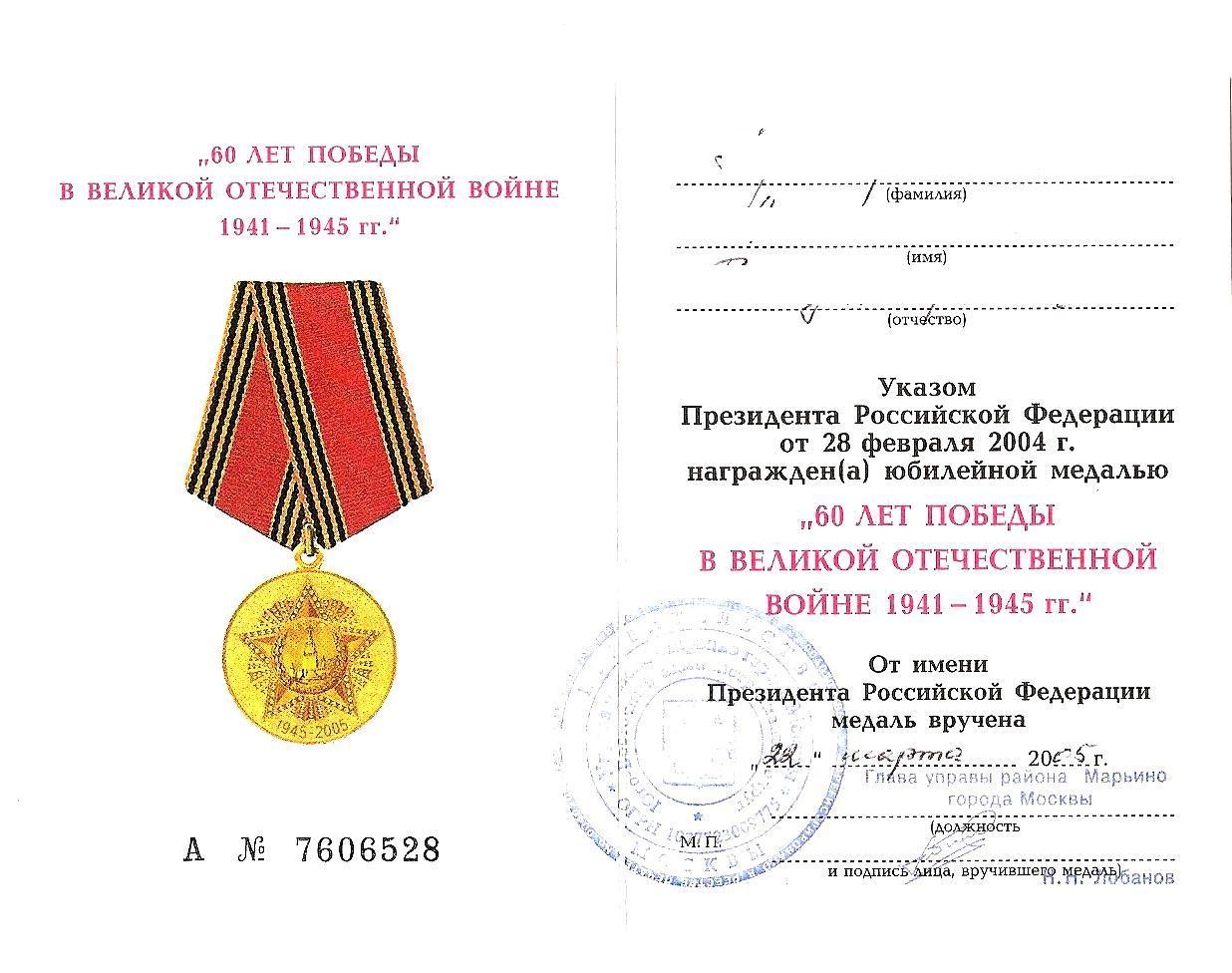
Certificado de concesión de la medalla

Cada medalla venía con un certificado de premio, este certificado se presentaba en forma de un pequeño folleto de cartón de 8 cm por 11 cm con el nombre del premio, los datos del destinatario y un sello oficial y una firma en el interior.
El Decreto Presidencial N.º 1099 del 7 de septiembre de 2010 eliminó la Medalla Conmemorativa del 60.º Aniversario de la Victoria en la Gran Guerra Patria de 1941-1945 de la lista de premios estatales de la Federación de Rusia.

## Descripción

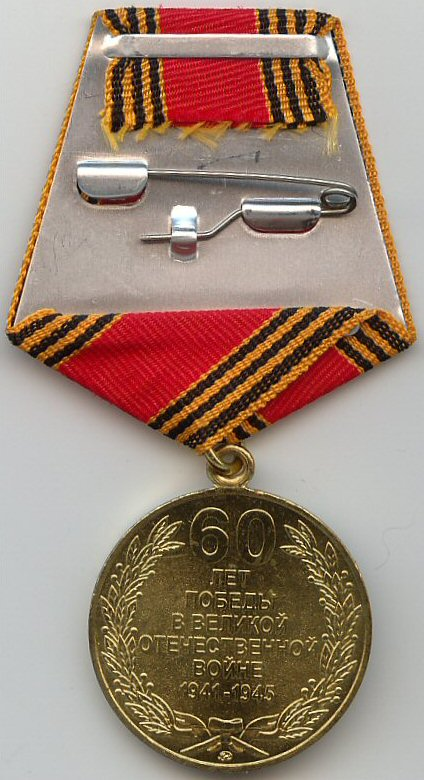
Reverso de la medalla

La Medalla Conmemorativa del 60.º Aniversario de la Victoria en la Gran Guerra Patria de 1941-1945 es una medalla circular de tombac (una aleación de cobre y zinc, con un contenido del 10 al 20 % de este último metal) de 32 mm de diámetro con un borde elevado.
Su anverso tiene la imagen en relieve de la Orden de la Victoria, en la parte inferior, los números en relieve «1945-2005». El reverso lleva la inscripción en siete líneas «60 años de la victoria en la Gran Guerra Patria de 1941-1945» (en ruso: "60 лет Победы в Великой Отечественной войне 1941-1945") dentro de una corona de laurel.
La medalla está conectada con un ojal y un anillo a un bloque pentagonal cubierto con una cinta de muaré de seda roja de 24 mm de ancho. A lo largo de los bordes de la cinta hay cinco franjas: tres negras y dos naranjas, cada una de 1 mm de ancho. Las franjas negras extremas están bordeadas por franjas naranjas de 0,5 mm de ancho.